# Virginie Hanna
 (mars 2025).
Si vous disposez d'ouvrages ou d'articles de référence ou si vous connaissez des sites web de qualité traitant du thème abordé ici, merci de compléter l'article en donnant les références utiles à sa vérifiabilité et en les liant à la section « Notes et références ».
Pour les articles homonymes, voir Hanna.
Virginie Hanna est une auteur de livres pour la jeunesse née le 20 août 1971 à Cholet. Elle écrit son premier livre en septembre 2008 (La leçon de respect de Mimicha) édité chez Lire c'est partir.

## Œuvres
- La leçon de respect de Mimicha, septembre 2008, éditions Lire c'est partir
- 50 histoires a lire en turbulette, en septembre 2008, éditions Lito
- La vie secrète des princesses, en octobre 2008, éditions Auzou
- Zafo le petit pirate, septembre 2009, éditions Auzou
- Petits mots d'amoureux, octobre 2009, éditions Auzou
- La vie secrète des fées, octobre 2009, éditions Auzou
- Il y a quelque chose dans l'air, octobre 2009, éditions Gecko
- Série Le club des princesses (éditions Mic-Mac), illustrations d'Eléonore Thuillier
  - Tome 1 : À bas la grippe Z, février 2010  (ISBN 978-2917460504)
  - Tome 2 : Pyjama party !, mars 2010  (ISBN 978-2917460511)
  - Tome 3 : La classe verte ...(kaki), septembre 2010  (ISBN 978-2917460948)
- Berlingo est un super héros, mars 2010, éditions Auzou
- Le jardin des animaux zinzin, mars 2010, éditions Mic-Mac
- Rosetta banana n'est pas cracra, mai 2010, éditions Auzou
- Paul et Félicie cherchent monsieur Doudou, septembre 2010, éditions Lito
- Paul et Félicie font un gâteau, septembre 2010, éditions Lito
- Paul et Félicie vont à la ferme, septembre 2010, éditions Lito
- Paul et Félicie se préparent pour l'école, septembre 2010, éditions Lito
- Les aventures d'Anouchka de la Mosca, septembre 2010, éditions Lire c'est partir
- Enquête au zoo Alphabeto, septembre 2010, éditions Mic-Mac
- Les ailes d'Ursule et autres histoires sur la Terre, novembre 2010, éditions Mic-Mac
- 15 rue des capucins, novembre 2010, éditions Mic-Mac
- La petite souris et la dent, novembre 2010, éditions Auzou
- Le livre secret des princesses, novembre 2010, éditions Mic-Mac
- Drôles d'histoires, chou, hibou, lama, mais c'est n'importe quoi, novembre 2010, éditions Mic-Mac
- 21 histoires de pirates, novembre 2010, éditions Hemma